# Soljani
Soljani è un insediamento della Croazia appartenente al comune di Vrbanja, nella regione di Vukovar e della Sirmia, Nel 2011 contava 1 241 abitanti. È localizzata a 18 km ad est di Brčko (Bosnia ed Erzegovina), 28 km a sud-est di Županja.